# 1880

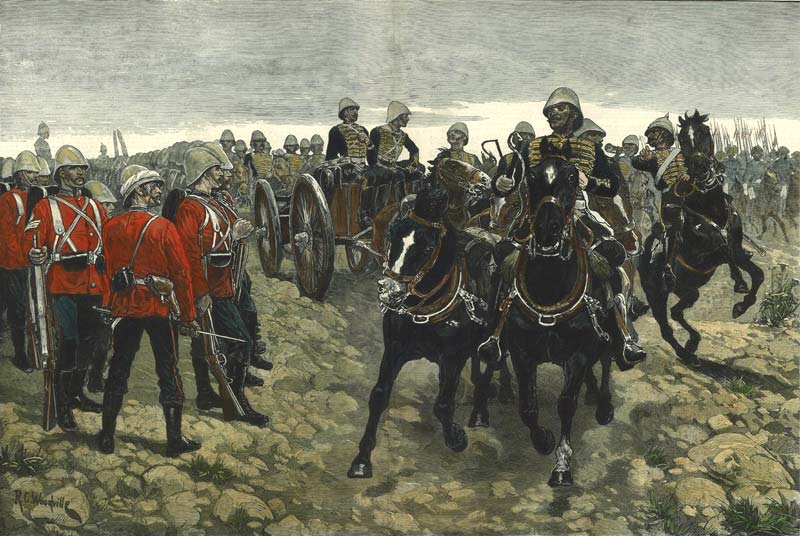
معركة مايواند، 27 يوليو 1880.

## أحداث
- تأسيس مدينة تونوياني [الإنجليزية] وتقع حاليا في الأرجنتين.
- تأسيس مدينة برازافيل على يد بيير سافورنيا دو برازا وتقع حاليا في جمهورية الكونغو.
- تأسيس مدينة ديربان وتقع حاليا في جنوب أفريقيا.
- تأسيس مدينة جنرال باتشيكو وتقع حاليا في الأرجنتين.
- 29 مايو: تأسيس مدينة سانتو أنطونيو دي جيسوس وتقع حاليا في البرازيل.
- نهاية الحرب الإنجليزية الأفغانية الثانية في 1880 والتي بدأت في 1878.
- بداية حرب البوير الأولى في 20 ديسمبر 1880 والتي انتهت في 23 مارس 1881.

## مواليد
- ألفريد فاجنر
- أنطونيو سانت إيليا
- أوتو فلاكه
- إيمل ماتيس
- الطاهر الزاوي
- الفضيل بوعمر
- برونو تاوت
- بريم تشند
- بيرتي تشارلز فوربس
- جانيت بيرينغ رانكن
- جورج مارشال
- جوزيف اميل هارلي
- جون بويد
- حمزة إبراهيم غوث
- دوغلاس ماكارثر
- راغب النشاشيبي
- رمضان السويحلي
- روبرت شتولتس
- زيكينا دي أبرو
- عبد العليم حجاب
- عبد الله بن قاسم آل ثاني
- عزيز المصري
- علي باشا إبراهيم
- فاسيلي دغتيريوف
- فريد أر.زيمرمان
- فلاديمير جابوتنسكي
- فيدور فون بوك
- كوني-أكي كويسو
- ماك سينيت
- محمد بن تركية
- محمد بوزويتة
- محمد سعيد العباسي
- محمد سلطان الخجندي
- محمد عالم خان
- محمد فهيم الجندي
- ميتسوماسا يوناي
- ميرزا كوجك خان
- هارفي بارنيل
- هيلين كيلر
- يوسوكه ماتسوكا
- توفيق حبيب مليكة
- نجم الدين الواعظ - فقيه وواعظ وعالِم موسوعي عراقي

## وفيات
- أبو حصيرة
- ألبرت غلاتين براون
- إسحاق كريمييه
- جورج إليوت
- فريديريك باير
- نيد كيلي
- هنري ستيوارت فوت
- وليام بيغلر